# Kerlly Real
Kerly Lizeth Real Carranza (Quito, 7 de noviembre de 1998) es una futbolista ecuatoriana que actualmente juega en el Valencia C. F. de España.

## Biografía
A los 8 años de edad comenzó su afición por el fútbol y sus padres decidieron encaminarla a equipos barriales. Debido a su alto nivel en el fútbol, fue parte de la selección de Pichincha y posteriormente a la ESPE, siendo parte de los microciclos de la selección ecuatoriana a los 11 años de edad. Formó parte del equipo de fútbol del colegio Fernández Madrid.
En 2013, con 14 años de edad, fue declarada como la mejor deportista del torneo de fútbol sala y también fue parte de la selección femenina de fútbol sala. Ganó el intercolegial de fútbol femenino sub-18 con el equipo de su colegio Fernández Madrid, ante el colegio Simón Bolívar, con 6 goles a 2, de los cuales Kerly fue la protagonista de 4, 2 goles anotados en el primer tiempo y 2 en el segundo. Anotó un total de 33 goles durante el torneo, convirtiéndose en la goleadora máxima.
A los 16 años de edad, formó parte de la selección tricolor en el mundial de Canadá 2015. En la temporada 2017 - 2018, fue fichada por el Málaga CF Femenino. En el cual debutó con victoria en la goleada 8-1 ante el Daimiel Racing Club Femenino.
Durante las temporadas 2018 a 2020 fue jugadora del Córdoba CF femenino en la Segunda División Femenina de España.
En julio de 2020 anunció su fichaje por el Valencia Club de Fútbol de la Primera División Femenina de España, convirtiéndose en la primera jugadora de nacionalidad ecuatoriana en disputar la máxima categoría del fútbol femenino español.

## Selección nacional
Ha sido internacional con la Selección femenina de fútbol de Ecuador.

### Participaciones en Copas del Mundo
| Mundial                                 | Sede   | Resultado    | Partidos | Goles |
| --------------------------------------- | ------ | ------------ | -------- | ----- |
| Copa Mundial Femenina de Fútbol de 2015 | Canadá | Primera Fase | 2        | 0     |

### Participaciones en Copa América
| Copa América               | Sede    | Resultado    | Partidos | Goles |
| -------------------------- | ------- | ------------ | -------- | ----- |
| Copa América Femenina 2014 | Ecuador | Tercer lugar | 3        | 0     |
| Copa América Femenina 2018 | Chile   | Primera fase | 4        | 0     |

## Clubes
| Club         | País    | Año         | Part. | Goles |
| ------------ | ------- | ----------- | ----- | ----- |
| Quito FC     | Ecuador | 2013 - 2014 |       | 5     |
| Galápagos SC | Ecuador | 2014        |       |       |
| Espuce       | Ecuador | 2015 - 2016 |       | 13    |
| Málaga CF    | España  | 2017 - 2018 |       |       |
| Córdoba CF   | España  | 2018 - 2020 |       |       |
| Valencia CF  | España  | 2020 - 2021 | 8     | 0     |
| Total        | Total   | 2013 - 2021 |       | 18    |

Actualizado al 28 de diciembre de 2020.